# Villa Hermosa (Medellín)
La Comuna n.º 08 Villa Hermosa es una de las 16 comunas de la ciudad de Medellín, capital del departamento de Antioquia. Se encuentra ubicada en la zona Centro Oriental de la ciudad. Limita por el norte con la comuna n.º 3 Manrique; por el oriente con el corregimiento de Santa Elena; por el occidente con la comuna n.º 10 La Candelaria; por el sur con la comuna n.º 9 Buenos Aires. 

## Historia
Su proceso de poblamiento despegó en la década de los cuarenta. Siguiendo la tendencia que primaba en la ciudad en aquella época, los urbanizadores subían a comprar grandes terrenos y fincas completas en los sitios cercanos al centro, justo comenzaban las montañas a empinarse.
El barrio Villa Hermosa albergó desde 1956 hasta 1972 la cárcel de Varones La Ladera, que ocupaba un imponente edificio construido en los años cuarenta, actualmente se creó en ese sitio el parque Biblioteca León de Greiff.

## Geografía
El área total de Villa Hermosa es de 577.74 hectáreas. Morfológicamente tiene pendientes de abruptas a medias, tiene un registro de eventos por deslizamiento que caracterizan grandes zonas en la parte alta como de altísimo riesgo el cual se incrementa con la contribución antrópica por malas prácticas constructivas y asentamientos humanos en zonas declaradas no aptas.
La principal corriente hídrica es la Quebrada Santa Elena.

## Demografía
| Rango de edad | n.º de habitantes | % Porcentaje |
| ------------- | ----------------- | ------------ |
| 0 - 14        | 26.658            | 25.5         |
| 15 - 39       | 43.612            | 41.7         |
| 40 - 64       | 26.939            | 25.7         |
| 65 y más      | 7.241             | 6.9          |
| Total         | 104,450           | 100.0        |

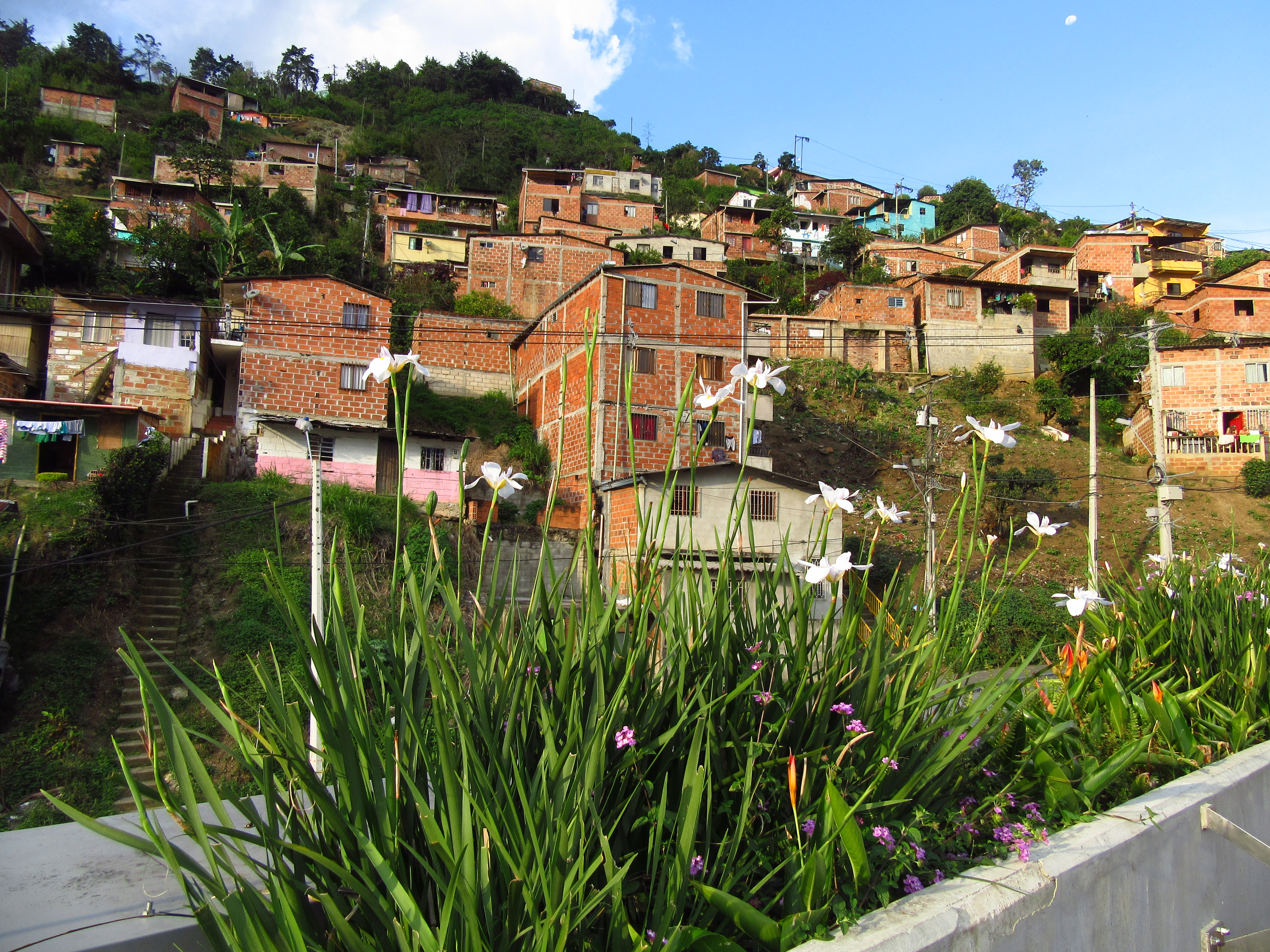
Casas cerca de la estación Villa Sierra del Metrocable.

De acuerdo con las cifras presentadas por el Anuario Estadístico de Medellín de 2005, Villa Hermosa cuenta con una población de 104.450 habitantes, de los cuales 48.293 son hombres y 56.157 son mujeres. Como puede observarse en el cuadro, la gran mayoría de la población está por debajo de los 39 años (67.2%) del cual el mayor porcentaje lo aporta la población adulta joven (41.7%) con rango de edad de 15 a 39 años. Solo un 6.9% representa a los habitantes mayores de 65 años, es decir la población de la tercera edad.
Según las cifras presentadas por la Encuesta Calidad de Vida 2005 el estrato socioeconómico que predomina en Villa Hermosa es el 2 (bajo), que comprende el 38.5 % de las viviendas; seguido por el estrato 1 (bajo-bajo), que corresponde al 30.3 %; muy cerca le sigue el estrato 3 (medio-bajo) con el 30.2 %; prácticamente estos dos estratos tiene un empate técnico y el restante 0.9% lo conforma el estrato 4 (medio).
Villa Hermosa se desarrolla en una extensión de 577.74 hectáreas, con una densidad de 180 habitantes por hectárea.
Según las cifras presentadas por el DANE del censo 2005, la comuna está poblada por mestizos y blancos.

## División

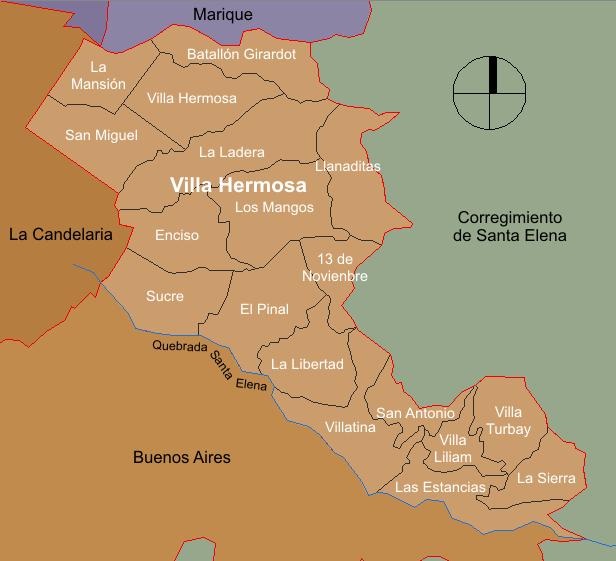
Villa Hermosa, división barrial.

Villa Hermosa está conformada por 18 barrios:
| - Villa Hermosa - La Mansión - San Miguel - La Ladera - Batallón Girardot - Llanaditas - Los Mangos - Enciso - Sucre | - El Pinal - Trece de Noviembre - La Libertad - Villa Tina - San Antonio - Las Estancias - Villa Turbay - La Sierra - Villa Lilliam. |

## Economía
Villa Hermosa es principalmente un sector residencial, por lo cual carece de estructura económica plenamente desarrollada, solo se presenta comercio básico y servicios complementarios a la vivienda, especialmente por los principales corredores viales y centros de barrio.

## Infraestructura vial y transporte

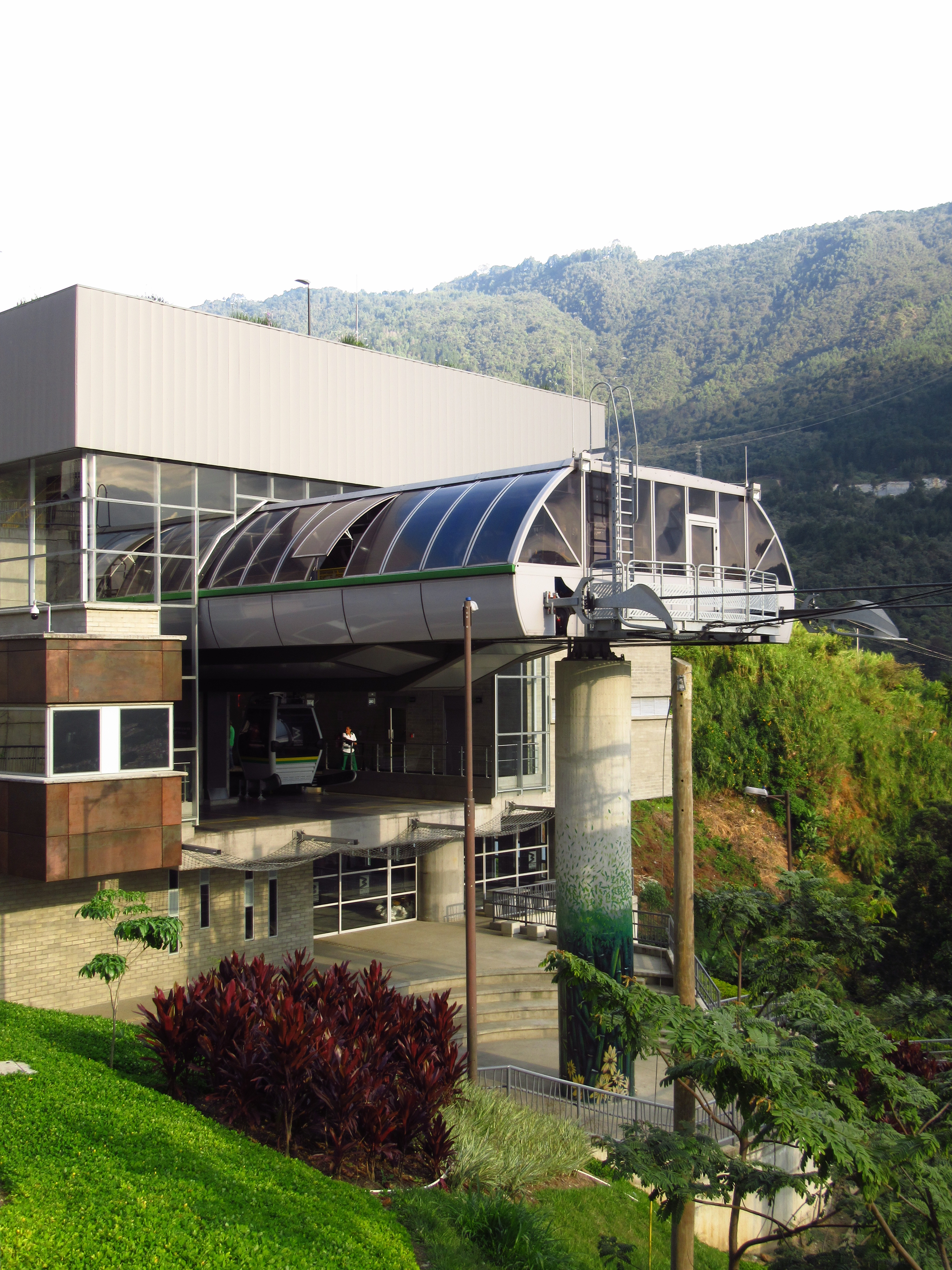
Estación Villa Sierra de la Línea H del Metrocable.

Esta comuna posee dos ejes viales secundarios importantes, la calle 58 y la carrera 40 sobre ellas transitan el mayor número de rutas de transporte público. La mayor parte de las vías se encuentra pavimentadas y su topografía es relativamente plana a excepción de los asentamientos subnormales que poseen en su mayoría senderos con alta pendiente aún sin pavimentar.
El servicio público de transporte se presta a través de ocho rutas de buses que recorren su territorio en sentido oriente-centro, centro-oriente; Villa Hermosa-La Mansión; Villa Hermosa-Derecho; Villa Hermosa-Los Ángeles; Enciso-El Pinal; Sucre-Bostón; Caycedo-La Toma; Santa Lucía y Villatina
El 17 de diciembre de 2016 fue inaugurada la Línea H del Metrocable, que conecta la zona más oriental del área urbana con la Línea T del tranvía y el resto de la red del metro. La línea H cuenta con tres estaciones: Oriente, Las Torres y Villa Sierra.
El 28 de febrero de 2019 fue abierta al público la nueva Línea M del Metrocable, que comunica la Estación Miraflores del Tranvía con barrios altos ubicados en las laderas del Cerro Pan de Azúcar, contando con dos estaciones más: El Pinal y Trece de Noviembre.